# Adèli Tiselius
Ingeborg Adèli (Adéle, Adela) Tiselius, född 19 juli 1905 i Mosjö socken, Örebro län, död 31 januari 1985 i Örebro, var en svensk målare.
Tiselius var till en början autodidakt som konstnär men för att lära sig behandla teknik och material studerade hon för Gustaf Andrésen vid Arbetarnas bildningsförbunds målarkurser i Örebro i början av 1950-talet. Hon medverkade i Örebro läns konstförenings utställningar Länets konst som visades på Örebro läns museum och utställningar med provinsiell konst. Hennes konst består av realistiskt studerade landskapsmotiv, stilleben och interiörer. Tiselius är representerad vid Örebro läns konstförening.     